# Майське (Охтирський район)
Ма́йське — село в Україні, у Кириківській селищній громаді Охтирського району Сумської області. Населення становить 116 осіб.

## Географія
Село Майське розташоване за 109 км від обласного центру та 34 км від районного центру, на лівому березі річки Рябина у місці де впадає в неї річка Куп'єваха, вище за течією примикає село Воскресенівка, нижче за течією на відстані 1.5 км розташоване село Яблучне. Поруч з селом пролягає залізнична лінія Кириківка — Люботин, блокпост Спицин.

## Історія
Село постраждало внаслідок геноциду українського народу, проведеного окупаційним урядом СССР (1932—1933) та 1946–1947 роках.
10 вересня 2016 року  Яблучненська сільська рада, в ході децентралізації, об'єднана з Кириківською селищною громадою.
19 липня 2020 року, в результаті адміністративно-територіальної реформи та ліквідації Великописарівського району, село увійшло до складу новоутвореного Охтирського району.
2 вересня 2022 року, о 17:20, внаслідок обстрілу Кириківської селищної громади, пошкоджено два автомобілі, гараж та житловий будинок в селі Майське.